# مایکل دانته دی‌مارتینو
مایکل دانته دی‌مارتینو (به انگلیسی: Michael Dante DiMartino) یک کارگردان انیمیشن و نویسنده است. از جمله کارهای او می‌توان به  آواتار: آخرین بادافزار و افسانه کورا برای شبکه تلویزیونی نیکلودئون و کمک در ساخت مرد خانواده اشاره کرد

## پیوندهای بیرونی
- مایکل دانته دی‌مارتینو در بانک اطلاعات اینترنتی فیلم‌ها (IMDb)
- وبگاه رسمی